# Juridicum (Vienne)
 (décembre 2019).
Si vous disposez d'ouvrages ou d'articles de référence ou si vous connaissez des sites web de qualité traitant du thème abordé ici, merci de compléter l'article en donnant les références utiles à sa vérifiabilité et en les liant à la section « Notes et références ».
La faculté de droit de l'Université de Vienne (appelée Juridicum du nom d'un de ses bâtiments) est la plus grande institution de recherche juridique de l'espace germanophone et l'une des plus anciennes facultés de droit du monde. Considérée comme la meilleure faculté de droit d'Autriche, elle jouit de la plus haute réputation internationale.   

## Histoire

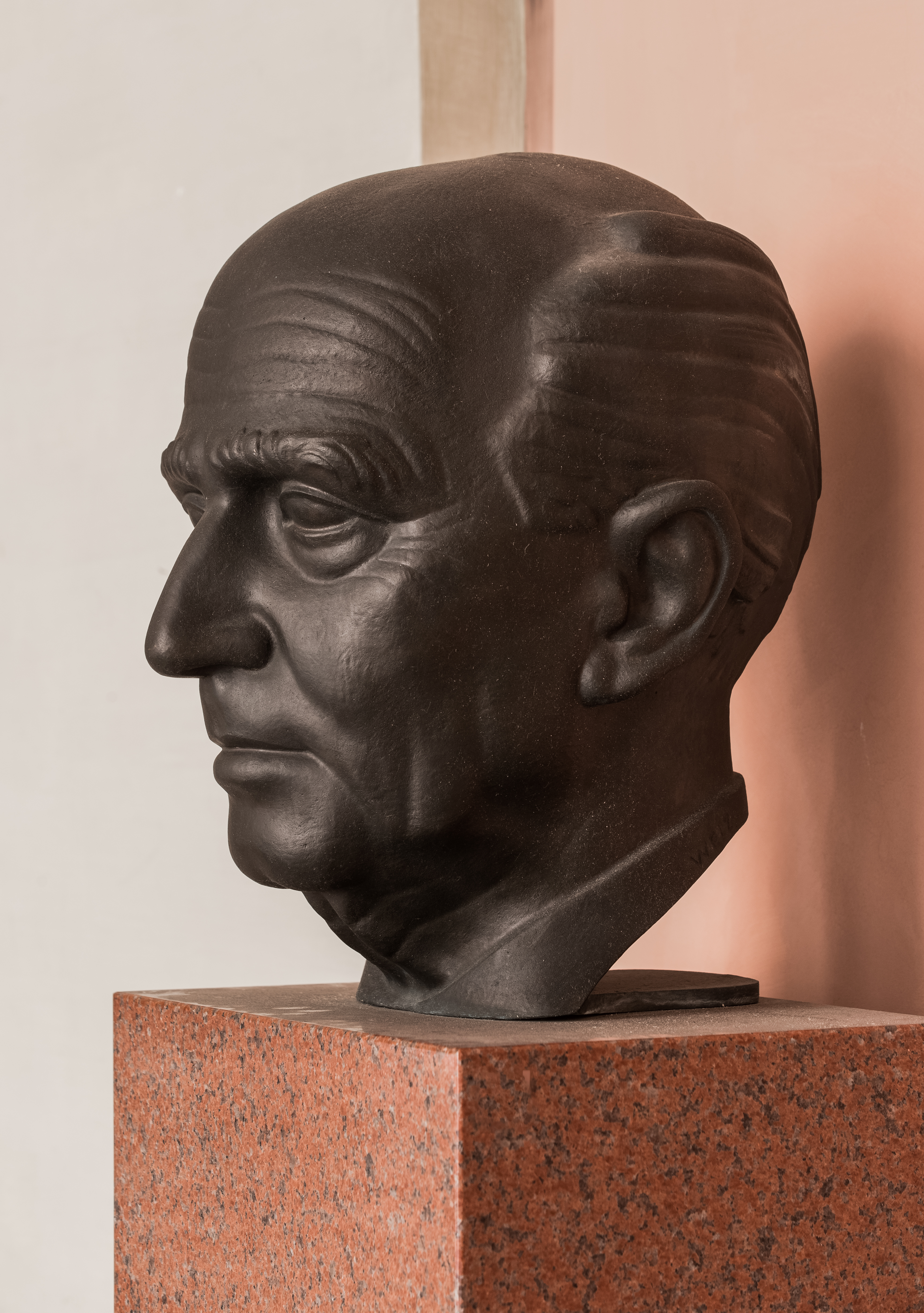
Hans Kelsen, père de la théorie pure du droit et architecte de la Constitution fédérale autrichienne

Dès 1365, l'étude juridique était prévue dans les textes fondateurs de l'Université de Vienne. Pourtant, il fallut attendre 1402 pour l'instauration de tels enseignements, ceux-ci se limitant par ailleurs au droit canonique. Après plusieurs tentatives infructueuses, le droit romain fut ajouté en 1494. Trois siècles plus tard, les réformes universitaires de 1753 permirent d'élargir encore l’éventail des sujets d'étude. La prépondérance du droit naturel ne fut toutefois brisée qu'en 1850, avec les réformes universitaires de Leo von Thun, mettant plutôt l'accent sur l'histoire du droit. 
À partir du XVIIIe siècle, la multiplication des disciplines permit l'enseignement de matières non juridiques, aux premiers rangs desquelles se trouvèrent les sciences politiques, l'économie et la statistique. La faculté fut même renommée « faculté de droit et de sciences politiques » ([Modèle:Angue). 
En 1975, elle fut divisée entre une faculté de droit et une faculté de sciences économiques et sociales, la dernière se séparant en plusieurs autres facultés de l'université de Vienne par la suite. 
L'histoire de la faculté est imprégnée de l'importance académique de grands juristes : Karl Anton von Martini, Franz von Zeiller, Joseph Unger, Julius Glaser, Anton Menger, Georg Jellinek, Franz Klein, Armin Ehrenzweig, Heinrich Klang, Hans Kelsen, Adolf Julius Merkl, Winfried Kralik Hans W. Fasching, Franz Bydklinski, Robert Walter, Winfried Platzgummer, Manfred Burgstaller, Helmut Koziol, Rudolf Welser et Walter Rechberger .

## Division en instituts
Actuellement, la faculté compte douze instituts : 
- Institut de droit social et de droit du travail
- Institut de droit de l'Union Européenne, de droit international et de droit comparé
- Institut de droit financier
- Institut de l'innovation et de la numérisation du droit
- Institut d'histoire juridique et constitutionnelle
- Institut de philosophie du droit
- Institut de droit romain et d'histoire antique du droit
- Institut de droit administratif
- Institut de droit pénal et de criminologie
- Institut de droit des affaires et de droit commercial
- Institut de droit civil
- Institut de droit de la procédure civile

En outre, la faculté compte de nombreux établissements et plateformes de recherche, et des institutions non universitaires collaborent étroitement avec ses membres. Se démarquent ainsi l'Institut des Droits de l'Homme Ludwig Boltzmann, l'Institut inter-facultaire d'éthique et de droit en médecine, le Centre Autrichien d'Études sur l'Application de la Loi (Austrian Center for Law Enforcement Studies) ainsi que le Centre de Recherche sur le Développement des Sources Juridiques, collaborant avec l'Académie autrichienne des sciences. 

## Classements
La faculté de droit de l'Université de Vienne est considérée comme la meilleure d'Autriche et l'une des facultés de droit les plus prestigieuses d'Europe. Dans le classement mondial des universités du Times Higher Education de 2020, l'Université de Vienne a un rang similaire à celle de Paris-Sorbonne, avec la 68e place mondiale. Selon le classement mondial des universités QS, elle fait partie des cent meilleures facultés de droits du monde.  

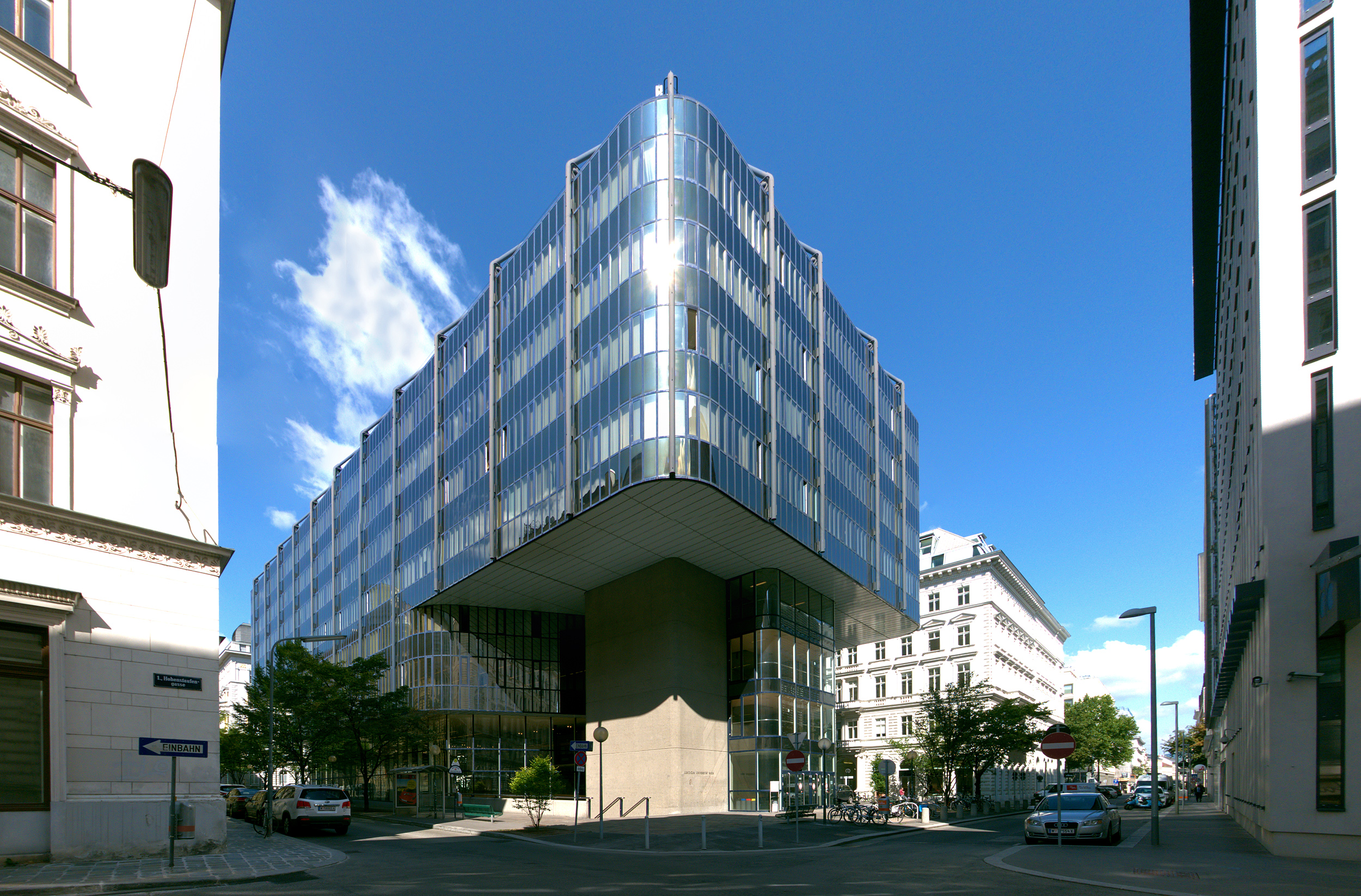
Le bâtiment du Juridicum.

## Diplômés célèbres
Parmi ses diplômés figurent de nombreuses personnalités du monde scientifique et politique germanophone. Par exemple, les cinq présidents fédéraux d'Autriche qui étaient juristes venaient tous du Juridicum. En outre, depuis 1918, la faculté a formé huit chanceliers et 21 ministres fédéraux de la justice. 

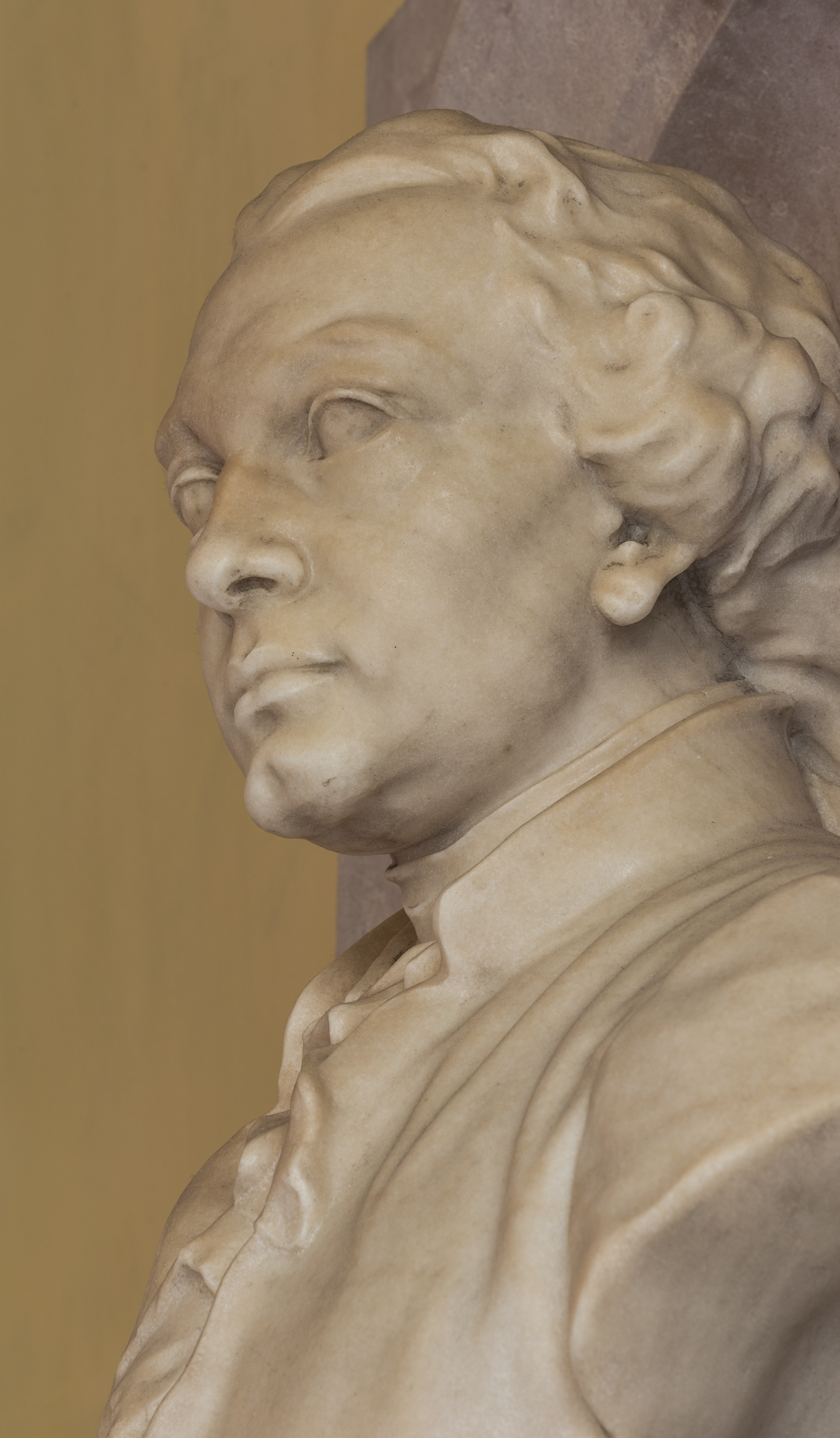
Karl Anton von Martini, penseur du droit naturel et pionnier du Code Civil autrichien

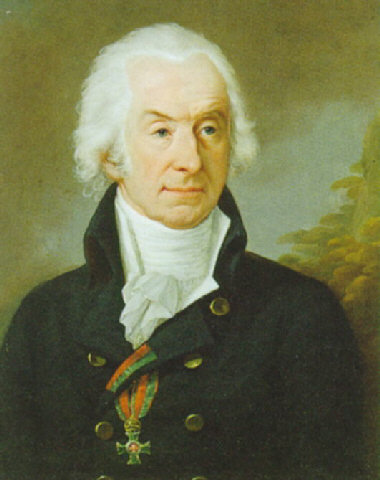
Franz von Zeiller, père du Code Civil autrichien

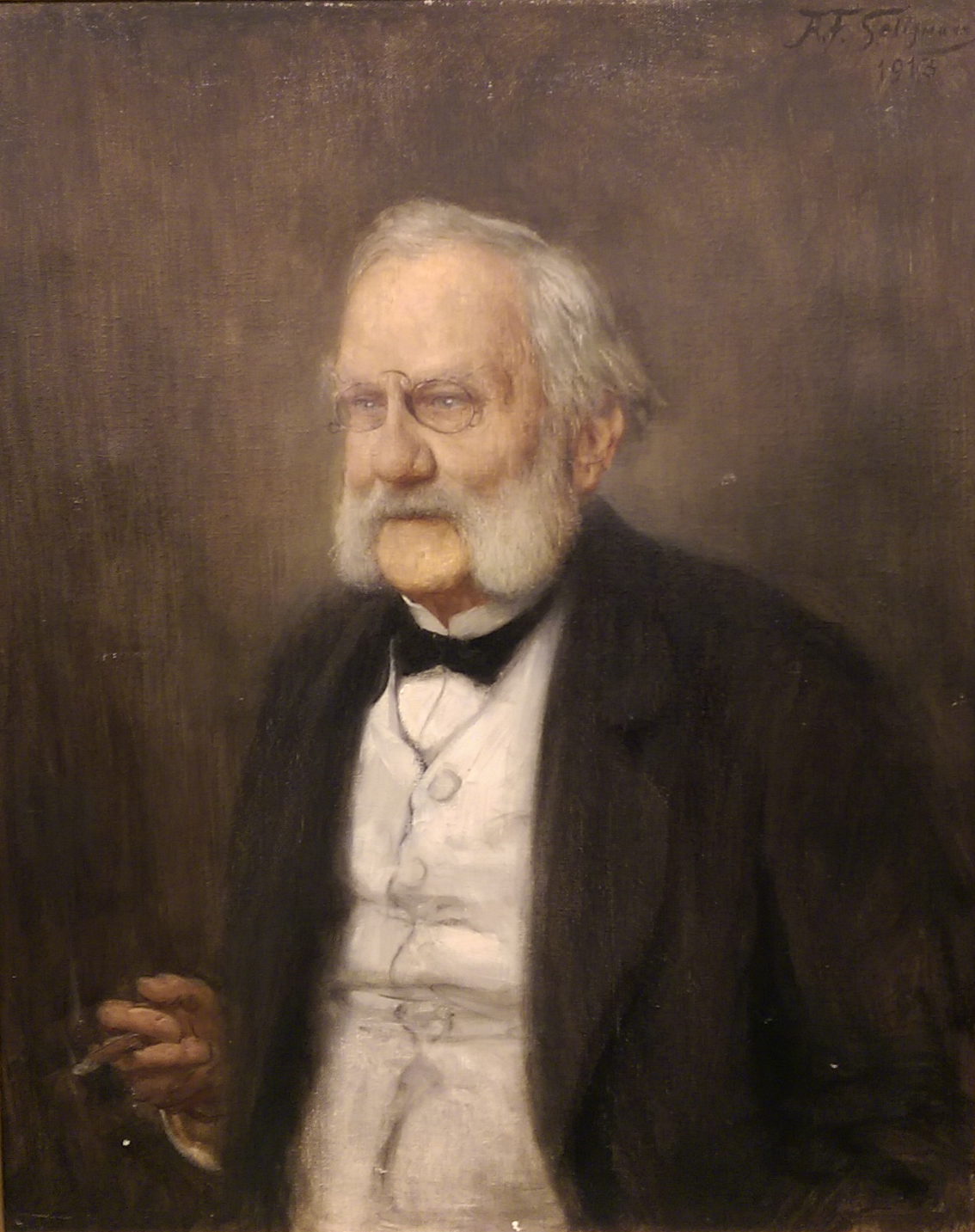
Joseph Unger, père de l'école de droit historique en Autriche

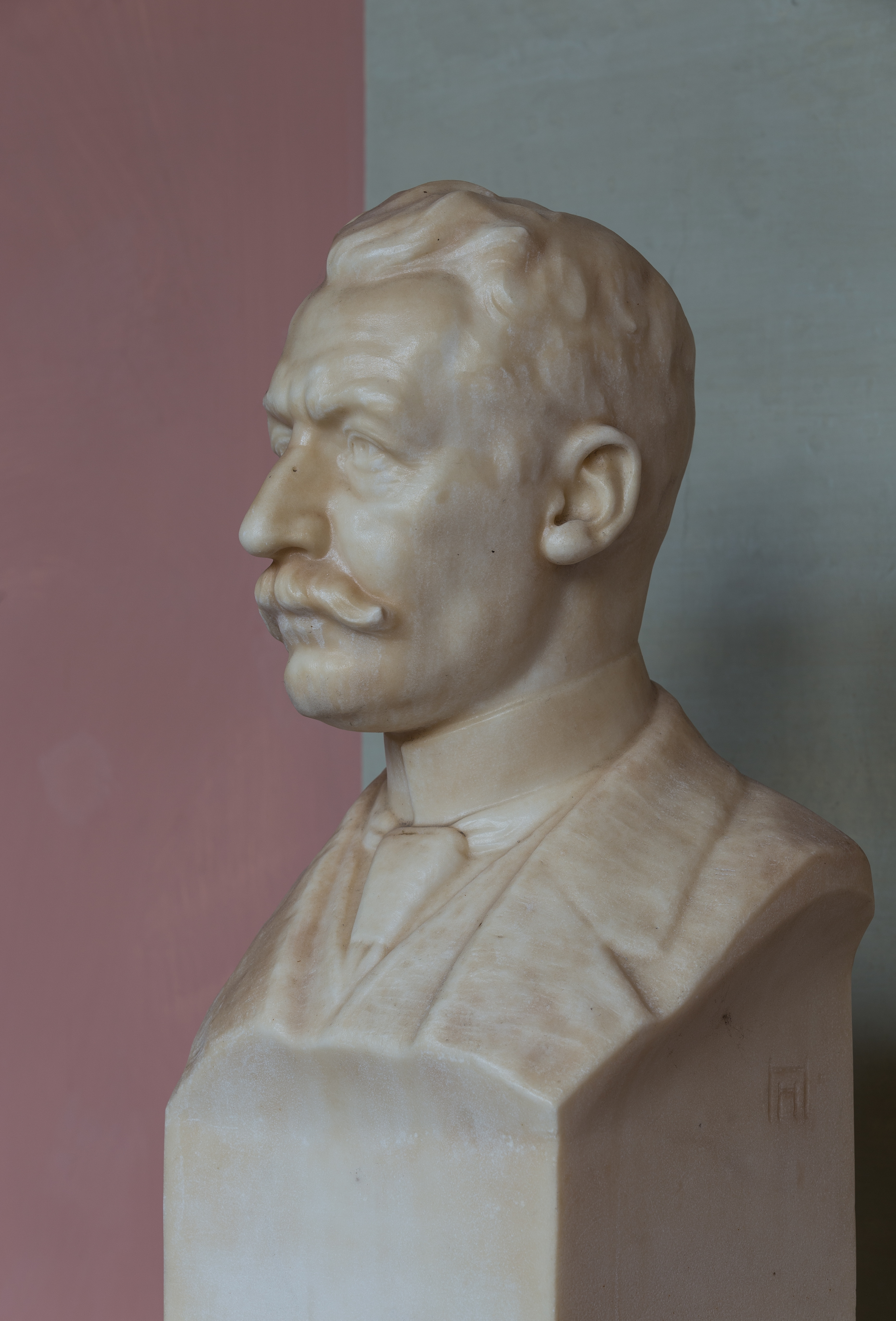
Franz Klein, fondateur du Code de Procédure Civile autrichien

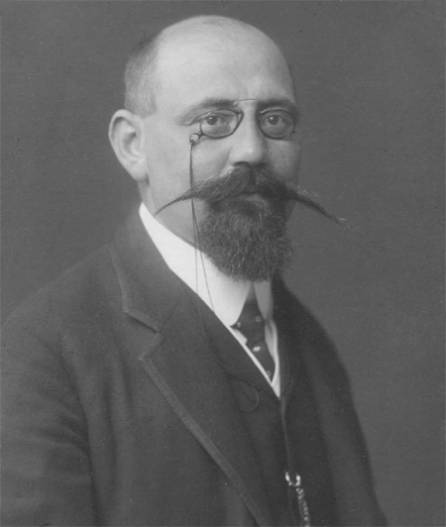
Karl Renner, père fondateur de la première et de la deuxième Républiques

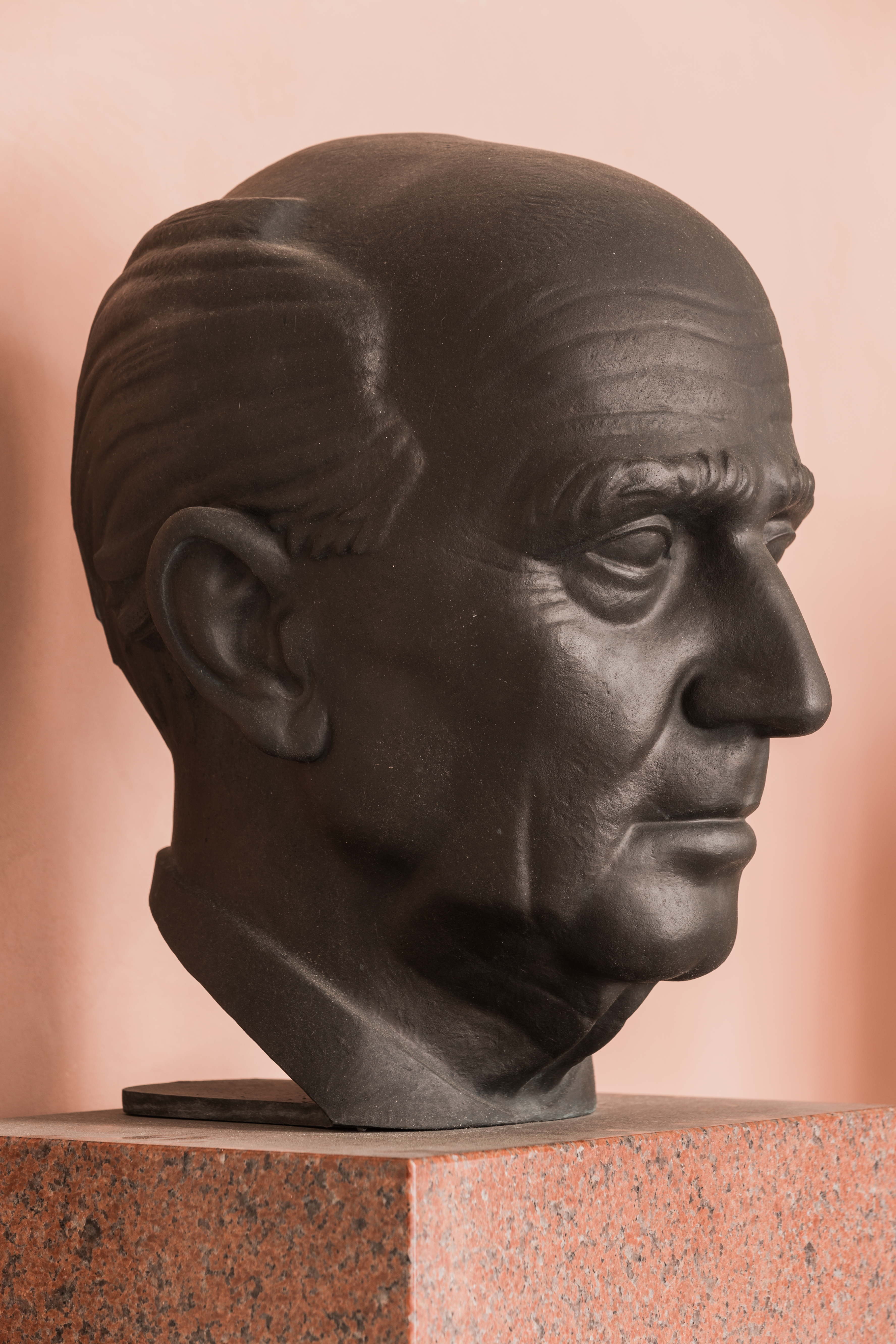
Hans Kelsen, père de la théorie pure du droit et architecte de la Constitution fédérale autrichienne

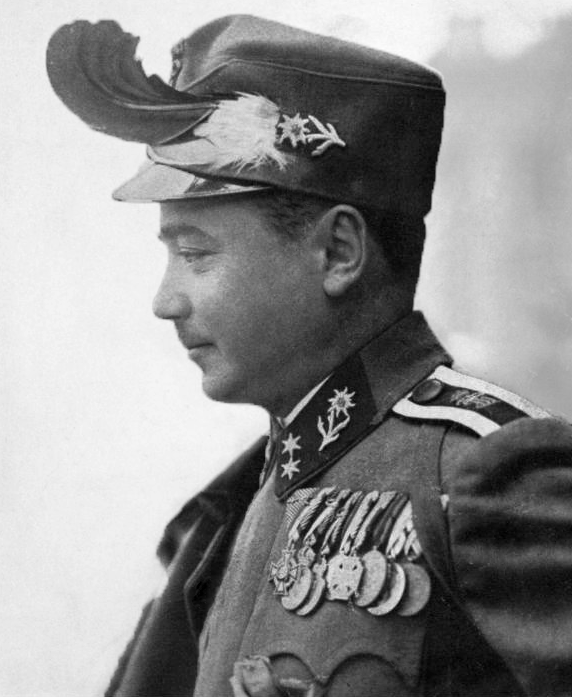
Engelbert Dollfuss, fondateur de l'austro-fascisme et chancelier du pouvoir dictatorial de 1932 à 1934

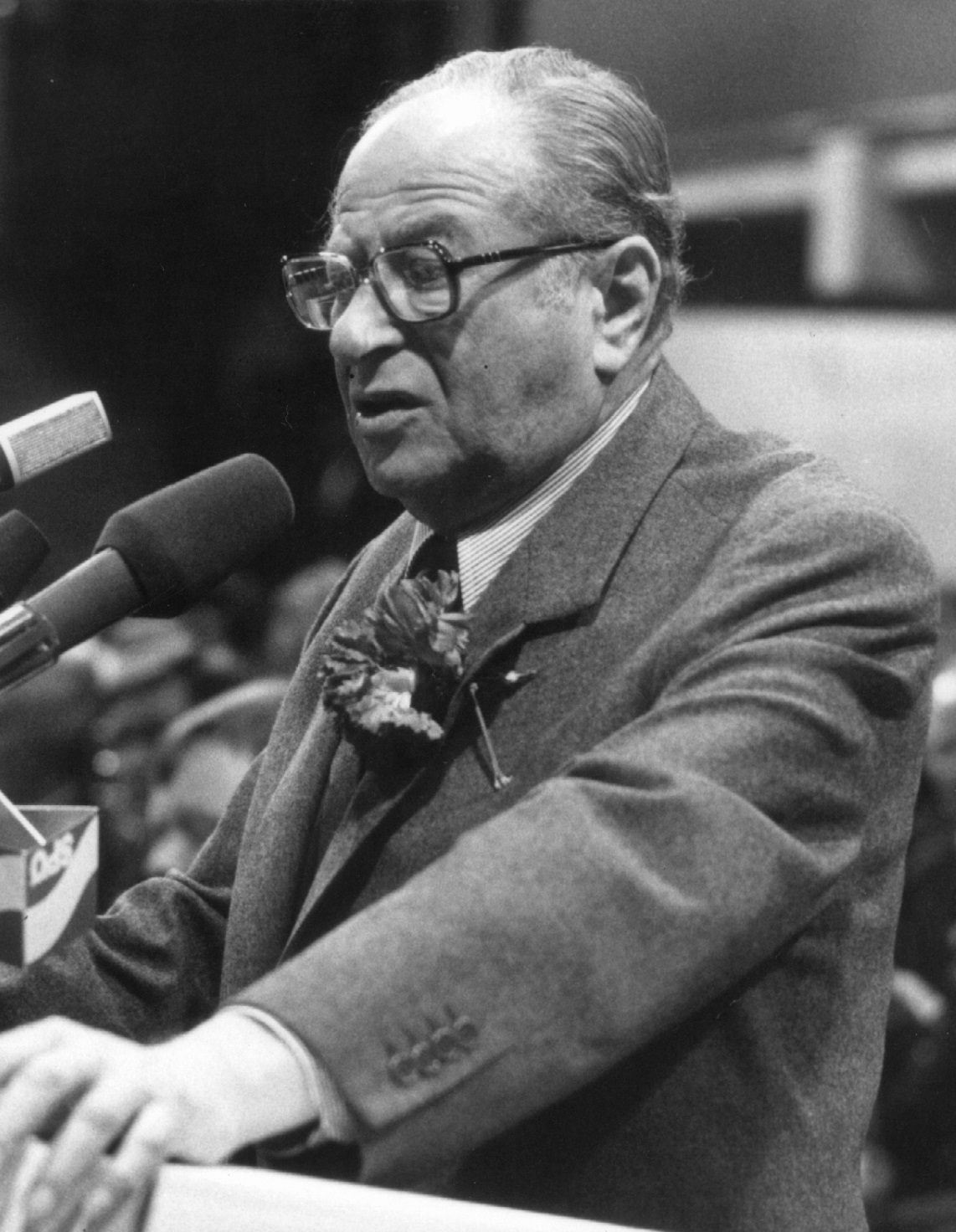
Bruno Kreisky, chancelier de la République d'Autriche de 1970 à 1983

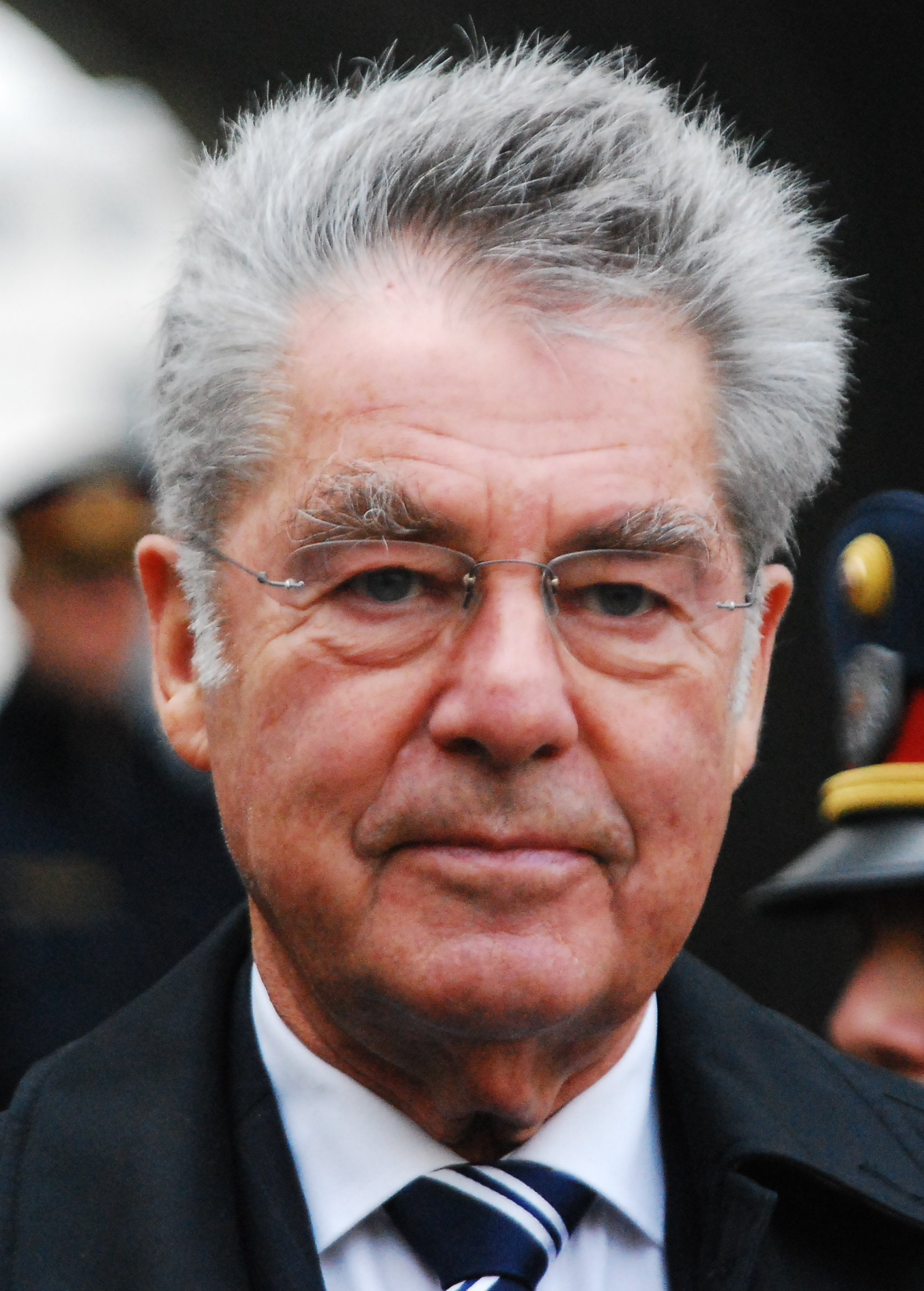
Heinz Fischer, président de la République d'Autriche de 2004 à 2016

- 1420: Johannes Seld de Leubs (* 1383)
- 1469 : Nikolaus von Kreuznach (1430–1491)
- 1481 : Johannes Kaltenmarkter (1450–1506)
- 1493 : Gabriel Guetrater (1465–1527)
- 1551 : Georg Eder (1523–1587)
- 1753 : Karl Anton von Martini (1726–1800)
- 1775 : Georg von Scheidlein (1747–1826)
- 1778 : Franz von Zeiller (1751–1828)
- 1810 : Ferdinand Dinstl (1788–1873)
- 1829 : Andreas Zelinka (1802–1868)
- 1831 : Anton Hye von Glunek (1807–1894)
- 1834 : Franz Egger (1810–1877)
- 1834 : Leopold von Neumann (1811–1888)
- 1837 : Andreas von Meiller (1812–1871)
- 1838 : Wilhelm Marx von Marxberg (1815–1897)
- 1841 : Franz von Miklosich (1813–1891)
- 1841 : Ludwig Renger (1813–1905)
- 1841 : Cajetan von Felder (1814–1894)
- 1842 : Josef von Bauer (1817–1886)
- 1845 : Hermann Blodig (1822–1905)
- 1852 : Joseph Unger (1828–1913)
- 1854 : Julius Glaser (1831–1885)
- 1864 : Josip Poklukar (1837–1891)
- 1864 : Karl Heitzler (1839–1923)
- 1864 : Heinrich Brunner (1840–1915)
- 1865 : Anton Menger (1841–1906)
- 1867 : Viktor von Fuchs (1840–1921)
- 1867 : Alfred Nagl (1841–1921)
- 1867 : Adolf Promber (1843–1899)
- 1867 : Franz Hofmann (1845–1897)
- 1868 : Emil Steinbach (1846–1907)
- 1869 : Julius Ofner (1845–1924)
- 1870 : Karl Lueger (1844–1910)
- 1870 : Raimund Grübl (1847–1898)
- 1874 : Edmund Benedikt (1851–1929)
- 1875 : Paul Freiherr von Störck (1850–1920)
- 1875 : Eugen Böhm von Bawerk (1851–1914)
- 1876 : Heinrich Lammasch (1853–1920)
- 1877 : Franz Stibral (1854–1930)
- 1877 : Julius Sylvester (1854–1944)
- 1877 : Gustav Hanausek (1855–1927)
- 1878 : Franz Klein (1854–1926)
- 1881 : Hermann Ofner (1849–1917)
- 1882 : Michael Hainisch (1858–1940)
- 1883 : Heinrich Rietsch (1860–1927)
- 1883 : Heinrich Rauchberg (1860–1938)
- 1884 : Theodor Christomannos (1854–1911)
- 1884 : Samuel Singer (1860–1948)
- 1885 : Karl Leth (1861–1930)
- 1886 : Eugen Ehrlich (1862–1922)
- 1886 : Gustav Harpner (1864–1924)
- 1887 : Ernst Seidler von Feuchtenegg (1862–1931)
- 1888 : Armin Ehrenzweig (1864–1935)
- 1889 : Anton von Pantz (1864–1945)
- 1889 : Julius Landesberger (1865–1920)
- 1889 : Max Hussarek von Heinlein (1865–1935)
- 1889 : Max Bernhauer (1866–1946)
- 1891 : Josef Redlich (1869–1936)
- 1894 : Julius Löcker (1860–1945)
- 1895 : Ernst Décsey (1870–1941)
- 1896 : Emil Mayer (1871–1938)
- 1896 : Arthur Kaufmann (1872–1938)
- 1896 : Max Adler (1873–1937)
- 1897 : Emil Goldmann (1872–1942)
- 1897 : Heinrich Klang (1875–1954)
- 1898 : Karl Renner (1870–1950)
- 1898 : Robert Bartsch (1874–1955)
- 1899 : Paul Abel (1874–1971)
- 1900 : Josef von Baechlé (1868–1933)
- 1900 : Hans von Frisch (1875–1941)
- 1900 : Leopold Hennet (1876–1950)
- 1901 : Georg Froehlich (1872–1939)
- 1902 : Ivo Benkovič (1875–1943)
- 1902 : Ferdinand Redler (1876–1936)
- 1902 : Emil Saudek (1876–1941)
- 1902 : Franz Hemala (1877–1943)
- 1902 : Arnold Eisler (1879–1947)
- 1903 : August Gottwald (1877–1957)
- 1904 : Hans Rizzi (1880–1968)
- 1904 : Hanns Sachs (1881–1947)
- 1905 : Otto Steinhäusl (1879–1940)
- 1905 : Otto Abeles (1879–1945)
- 1905 : Karl Gottfried Hugelmann (1879–1959)
- 1905 : Robert Hecht (1881–1938)
- 1905 : Emil Lederer (1882–1939)
- 1905 : Egbert Mannlicher (1882–1973)
- 1906 : Hans Kelsen (1881–1973)
- 1906 : Otto Bauer (1881–1938)
- 1906 : Ludwig von Mises (1881–1973)
- 1907 : Leopold Waber (1875–1945)
- 1907 : Josef Resch (1880–1939)
- 1907 : Rudolf Ramek (1881–1941)
- 1907 : Waldemar Unger (1881–1961)
- 1908 : Oswald Levett (1884–1942)
- 1908 : Moriz Weinzierl (1884–1955)
- 1908 : Julius Deutsch (1884–1968)
- 1908 : Ferdinand Häuslmayer (1884–1970)
- 1908 : Arthur Lenhoff (1885–1965)
- 1908 : Friedrich von Franz (1886–1945)
- 1910 : Hermann L’Estocq (1887–1940)
- 1911 : Heinrich Benedikt (1886–1981)
- 1911 : Hermann Josef Ullrich (1888–1982)
- 1911 : Friedrich Pernitza (1888–1976)
- 1913 : Adolf Julius Merkl (1890–1970)
- 1913 : Wolfgang Kotz von Dobrz (1890–1957)
- 1913 : Adolf Schärf (1890–1965)
- 1913 : Karl Wolff (1890–1963)
- 1913 : Arthur Seyß-Inquart (1892–1946)
- 1913 : Ludwig Adamovich senior (1890–1955)
- 1914 : Franz Reinprecht (1886–1929)
- 1914 : Felix Langer (1889–1979)
- 1915 : Franz Rehrl (1890–1947)
- 1916 : Heinrich Demelius (1893–1987)
- 1917 : Ludwig Adamovich senior (1890–1955)
- 1919 : Ferdinand Eypeltauer (1893–1979)
- 1919 : Hans Fischböck (1895–1967)
- 1919 : Jakob Baxa (1895–1979)
- 1920 : Alexander Krüzner (1889–1954)
- 1920 : Jacques Hannak (1892–1973)
- 1920 : Otto Leichter (1897–1973)
- 1921 : Hersch Lauterpacht (1897–1960)
- 1921 : Franz Quidenus (1871–1936)
- 1921 : Josef Gerö (1896–1954)
- 1922 : Engelbert Dollfuß (1892–1934)
- 1922 : Anton Piëch (1894–1952)
- 1923 : Heinrich Reif-Gintl (1900–1974)
- 1924 : Erich Hula (1900–1987)
- 1924 : Otto Wächter (1901–1949)
- 1924 : Guido Schmidt (1901–1957)
- 1925 : Leopold Zimmerl (1899–1945)
- 1926 : Martin Fuchs (1903–1969)
- 1926 : Johannes Schwarzenberg (1903–1978)
- 1927 : Hans Zeisel (1905–1992)
- 1928 : Roland Graßberger (1905–1991)
- 1928 : Leopold Weismann (1905–1993)
- 1929 : Slavomir Condanari-Michler (1902–1974)
- 1929 : Leopold Werner (1905–1977)
- 1929 : Eduard Heilingsetzer (1905–1997)
- 1929 : Johann Rotter (1905–1973)
- 1929 : Wilhelm Malaniuk (1906–1965)
- 1930 : Robert A. Kann (1906–1981)
- 1931 : Peter Krauland (1903–1985)
- 1931 : Franz Korinek (1907–1985)
- 1931 : Willibald Plöchl (1907–1984)
- 1933 : Walter Wodak (1908–1974)
- 1933 : Karl Lederer (1909–1944)
- 1933 : Wolfgang Speiser (1909–1994)
- 1934 : Herbert Koller (1911–1995)
- 1935 : Fritz Bock (1911–1993)
- 1935 : Heinrich Drimmel (1912–1991)
- 1935 : Franz Fischer (1912–1983)
- 1935 : Hermann Withalm (1912–2003)
- 1936 : Kurt Farbowsky (1911–1999)
- 1936 : Erwin Melichar (1913–2000)
- 1937 : Tobias Portschy (1905–1996)
- 1937 : Friedrich Lehne (1913–2006)
- 1938 : Bruno Kreisky (1911–1990)
- 1938 : Friedrich Nowakowski (1914–1987)
- 1938 : Luis Bassetti (1915–2007)
- 1939 : Otto Eiselsberg (1917–2001)
- 1939 : Walter Tautschnig (1917–2008)
- 1940 : Rudolf Kirchschläger (1915–2000)
- 1944 : Kurt Waldheim (1918–2007)
- 1945 : Werner Hinterauer (1917–2013)
- 1946 : Georg Prader (1917–1985)
- 1947 : Hans Klecatsky (1920–2015)
- 1949 : Karl Fischer (* 1922)
- 1950 : Johann Josef Dengler (1921–2011)
- 1950 : Oswin Martinek (1924–1997)
- 1950 : Helmut Liedermann (* 1926)
- 1950 : Rudolf Machacek (1927–2014)
- 1951 : Alfred Klose (1928–2015)
- 1951 : Peter Fessler (* 1928)
- 1951 : Magda Strebl (* 1929)
- 1952 : Josef Staribacher (1921–2014)
- 1952 : Inge Gampl (* 1929)
- 1952 : Karl Zemanek (* 1929)
- 1953 : Robert Walter (1931–2010)
- 1953 : Siegfried Ludwig (1926–2013)
- 1954 : Ludwig Adamovich junior (* 1932)
- 1954 : Franz Sauerzopf (* 1932)
- 1955 : Georg Hohenberg (1929–2019)
- 1955 : Erwin Hirnschall (1930–2011)
- 1955 : Theodor Tomandl (* 1933)
- 1956 : Guido Schmidt-Chiari (1932–2016)
- 1956 : Paul Twaroch (* 1932)
- 1957 : Franz Sauerzopf (* 1932)
- 1957 : Herbert Miehsler (1934–1986)
- 1957 : Peter Jann (* 1935)
- 1957 : Harald Vavrik (* 1935)
- 1958 : Harald Ofner (* 1932)
- 1958 : Peter Jankowitsch (* 1933)
- 1958 : Norbert Leser (1933–2014)
- 1958 : Heinz Peter Rill (1935–2015)
- 1959 : Heinrich Übleis (1933–2013)
- 1959 : Walter Barfuß (* 1937)
- 1959 : Michael Graff (1937–2008)
- 1960 : Peter Kapral (* 1933)
- 1960 : Peter Diem (* 1937)
- 1960 : Erwin Felzmann (* 1937)
- 1960 : Klaus Lukas (* 1938)
- 1961 : Manfried Welan (* 1937)
- 1961 : Heinz Fischer (* 1938)
- 1961 : Gerhard Brunner (* 1939)
- 1961 : Hannes Farnleitner (* 1939)
- 1961 : Kurt Heller (* 1939)
- 1961 : Sepp Rieder (* 1939)
- 1962 : Udo Jesionek (* 1937)
- 1962 : Karl Spielbüchler (1939–2012)
- 1962 : Manfred Drennig (* 1940)
- 1962 : Nikolaus Michalek (* 1940)
- 1963 : Helmut Kramer (* 1939)
- 1963 : Rudolf Welser (* 1939)
- 1963 : Herbert Haller (* 1940)
- 1963 : Karl Korinek (1940–2017)
- 1963 : Franz Löschnak (* 1940)
- 1963 : Erhard Busek (* 1941)
- 1963 : Heinz Krejci (1941–2017)
- 1963 : Willibald Liehr (1941–2011)
- 1963 : Helmut Türk (* 1941)
- 1964 : Otto Zonschitz (1939–2005)
- 1964 : Heribert Franz Köck (* 1941)
- 1964 : Peter Oberndorfer (* 1942)
- 1964 : Johann Rzeszut (* 1941)
- 1964 : Heinz Schäffer (1941–2008)
- 1964 : Hugo Michael Sekyra (1941–1998)
- 1964 : Hans Georg Ruppe (* 1942)
- 1964 : Walter Schwimmer (* 1942)
- 1965 : Peter Marboe (* 1942)
- 1965 : Hanspeter Neuhold (* 1942)
- 1965 : Wilhelm Brauneder (* 1943)
- 1965 : Richard Potz (* 1943)
- 1966 : Gerhard Hafner (* 1943)
- 1966 : Franz Fiedler (* 1944)
- 1966 : Ewald Nowotny (* 1944)
- 1967 : Dieter Böhmdorfer (* 1943)
- 1967 : Ernst A. Kramer (* 1944)
- 1967 : Heinz P. Adamek (* 1944)
- 1967 : Walter Rechberger (* 1945)
- 1968 : Werner Doralt (* 1942)
- 1968 : Bernd-Christian Funk (* 1943)
- 1968 : Wolfgang Schüssel (* 1945)
- 1968 : Hans Winkler (* 1945)
- 1968 : Peter Rosei (* 1946)
- 1969 : Friedhelm Frischenschlager (* 1943)
- 1969 : Christian Konrad (* 1943)
- 1969 : Heinz Mayer (* 1946)
- 1969 : Walter Schrammel (* 1947)
- 1969 : Ernst Sucharipa (1947–2005)
- 1970 : Werner Fasslabend (* 1944)
- 1970 : Peter Fichtenbauer (* 1946)
- 1970 : Rudolf Müller (* 1947)
- 1970 : Eleonore Berchtold-Ostermann (* 1947)
- 1971 : Eva Kreisky (* 1944)
- 1971 : Alfred Pfabigan (* 1947)
- 1971 : Caspar Einem (* 1948)
- 1971 : Walter Lattenmayer (* 1948)
- 1971 : Paul Luif (* 1948)
- 1971 : Bernhard Raschauer (* 1948)
- 1971 : Georg Vobruba (* 1948)
- 1971 : Brigitte Bierlein (* 1949)
- 1971 : Heide Schmidt (* 1948)
- 1972 : Martin Bolldorf (* 1948)
- 1972 : Walter Hagg (* 1948)
- 1972 : Clemens Jabloner (* 1948)
- 1972 : Karl Schramek (* 1949)
- 1972 : Gerhard Deiss (* 1950)
- 1972 : Lilian Hofmeister (* 1950)
- 1973 : Helene Partik-Pablé (1939)
- 1973 : Peter Hofbauer (1946)
- 1973 : Josef Azizi (1948)
- 1973 : Jörg Haider (1950–2008)
- 1974 : Walter Dobner (* 1952)
- 1975 : Thomas Michael Baier (* 1950)
- 1975 : Michael Mautner Markhof (* 1950)
- 1975 : Manfred Nowak (* 1950)
- 1975 : Erwin Schranz (* 1950)
- 1975 : Hannes Tretter (* 1951)
- 1975 : Christian Strohal (* 1951)
- 1975 : Anton Spenling (* 1953)
- 1977 : Norbert Gugerbauer (* 1950)
- 1977 : Thomas Mayr-Harting (* 1954)
- 1977 : Gabriele Kucsko-Stadlmayer (* 1955)
- 1977 : Franz Marhold (* 1955)
- 1978 : Viktor Siegl (* 1952)
- 1978 : Franz Einzinger (* 1952)
- 1978 : Nikolaus Benke (* 1954)
- 1978 : Christiane Druml (* 1955)
- 1978 : Oliver Rathkolb (* 1955)
- 1978 : Rudolf Scholten (* 1955)
- 1978 : Bea Verschraegen (* 1955)
- 1978 : Madeleine Petrovic (* 1956)
- 1978 : Ursula Plassnik (* 1956)
- 1979 : Walter Geppert (* 1939)
- 1979 : Eduard Strauss (* 1955)
- 1979 : Franz Josef Kuglitsch (* 1956)
- 1979 : Klaus Wölfer (* 1956)
- 1980 : Wolfgang Brandstetter (* 1957)
- 1980 : Stefan Hammer (* 1957)
- 1980 : Albert Fortell (* 1952)
- 1981 : Walter Fuchs (* 1950)
- 1981 : Josef Moser (* 1955)
- 1981 : Elisabeth Steiner (* 1956)
- 1981 : Elisabeth Lovrek (* 1958)
- 1981 : Reinhard Scolik (* 1958)
- 1981 : Michael Zimmermann (* 1958)
- 1981 : Wolfgang Mazal (* 1959)
- 1981 : Thomas Nader (* 1959)
- 1982 : Christoph Herbst (* 1960)
- 1982 : Rudolf Thienel (* 1960)
- 1982 : Christoph Thun-Hohenstein (* 1960)
- 1983 : Peter Kolba (* 1959)
- 1983 : Robert Schick (* 1959)
- 1983 : Michael Spindelegger (* 1959)
- 1983 : Alexander Wrabetz (* 1960)
- 1983 : Ewald Wiederin (* 1961)
- 1984 : Gerhard Jandl (* 1962)
- 1985 : Michael Lakner (* 1959)
- 1985 : Josef Ostermayer (* 1961)
- 1986 : Alfred Wansch (* 1960)
- 1986 : Michaela Steinacker (* 1962)
- 1987 : Franz Prucher (* 1955)
- 1987 : Georg Kodek (* 1963)
- 1987 : Martin Karollus (* 1963)
- 1987 : Werner Suppan (* 1963)
- 1988 : Wolfgang Ulm (* 1963)
- 1989 : Michael Holoubek (* 1962)
- 1989 : Sieglinde Gahleitner (* 1965)
- 1989 : Susanne Kalss (* 1966)
- 1991 : Christoph Grabenwarter (* 1966)
- 1992 : Richard Gamauf (* 1964)
- 1992 : Karin Kneissl (* 1965)
- 1992 : Paul Oberhammer (* 1965)
- 1992 : Ingrid Siess-Scherz (* 1965)
- 1992 : Thomas Oberreiter (* 1966)
- 1993 : Heimo Scheuch (* 1966)
- 1993 : Peter Bosek (* 1968)
- 1993 : Paul Kraker (* 1968)
- 1993 : Heribert Donnerbauer (* 1965)
- 1993 : Franz-Stefan Meissel (* 1966)
- 1995 : Klaudia Tanner (* 1970)
- 1995 : Sonja Wehsely (* 1970)
- 1996 : Wolfgang Aigner (* 1968)
- 1996 : Werner Trock (* 1964)
- 1996 : Christian Rabl (* 1971)
- 1997 : Michael Rami (* 1968)
- 1997 : Brigitta Zöchling-Jud (* 1972)
- 1997 : Angela Julcher (* 1973)
- 1998 : Janko Ferk (* 1958)
- 1998 : Thomas Olechowski (* 1973)
- 2000 : Elisabeth Holzleithner (* 1970)
- 2000 : Hans Peter Doskozil (* 1970)
- 2001 : Adrian Hollaender (* 1971)
- 2001 : Robert Kert (* 1971)
- 2002 : Norbert Leitner (* 1963)
- 2002 : Beate Meinl-Reisinger (* 1978)
- 2002 : Harald Eberhard (* 1978)
- 2003 : Martin Spitzer (* 1979)
- 2004 : Stefan Pehringer (* 1969)
- 2004 : Stefan Steiner (* 1978)
- 2006 : Stephan Pernkopf (* 1972)
- 2006 : Christoph Bezemek (* 1981)
- 2012 : Stephanie Krisper (* 1980)